# Liu Tsz-Ling
Liu Tsz-Ling, (chinois : 廖梓苓 ; pinyin : Liào Zǐlíng), née le 10 septembre 1991 à Hong Kong, est une joueuse professionnelle de squash représentant Hong Kong. Elle atteint, en janvier 2017, la 23e place mondiale sur le circuit international, son meilleur classement.

## Biographie
Elle annonce la fin de sa carrière professionnelle longue de treize années en août 2022.